# 井坡镇
井坡镇，是中华人民共和国湖南省郴州市汝城县下辖的一个乡镇级行政单位。

## 行政区划
井坡镇下辖以下地区：
塘坑村、云先村、龙虎村、古塘村、上袁村、明星村、平塘村、朱家村、浆湖村、白玉堂村、下青村、兴曹村、岭塘村、大村、泉溪村和阳星村。